# 史蒂文·威尔逊

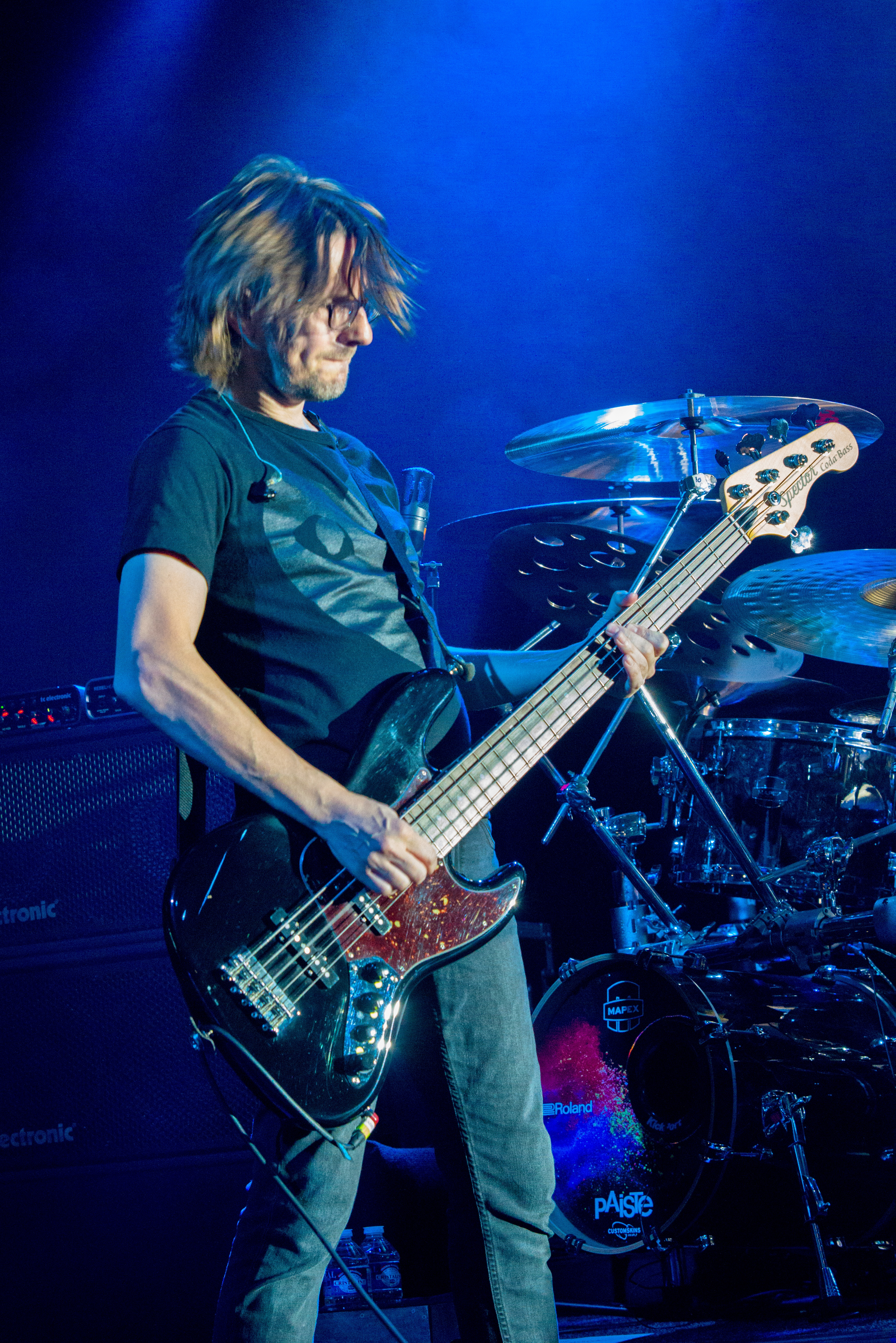
Steven Wilson, 在 ZMF 2018年弗赖堡 (巴登-符腾堡州) 德国

史蒂文·约翰·威尔逊（英語：Steven John Wilson，1967年11月3日—）是一位英国音乐家，歌手，词曲作者和唱片制作人，与前卫摇滚类型最密切相关。他目前是一名独唱艺术家，后来成为刺蝟上樹樂團乐队的创始人，首席吉他手，主唱和歌曲作者，并成为其他几个乐队的成员。
威尔逊是一位自学成才的作曲家，制作人，音频工程师，吉他和键盘手，并根据需要演奏其他乐器，包括低音吉他，自动竖琴，锤打扬琴和长笛。尽管主要与前卫摇滚相关，但他的影响和作品涵盖了各种类型，包括迷幻，流行，极端金属，电子和爵士等，通过他的专辑改变他的音乐方向。他的音乐会融合了四声音和精致的视觉效果。
在30多年的职业生涯中，威尔逊以丰富的方式创作音乐并获得了一致好评。他的荣誉包括四次葛萊美獎提名。 2015年，他在伦敦的累进音乐奖中获得了三项奖项，因为他获得了这一类型的服务，在那里他被称为“前卫之王”。然而，他的作品在很大程度上远离了主流音乐，他被每日电讯报等出版物描述为“你从未听说过的最成功的英国艺术家。”

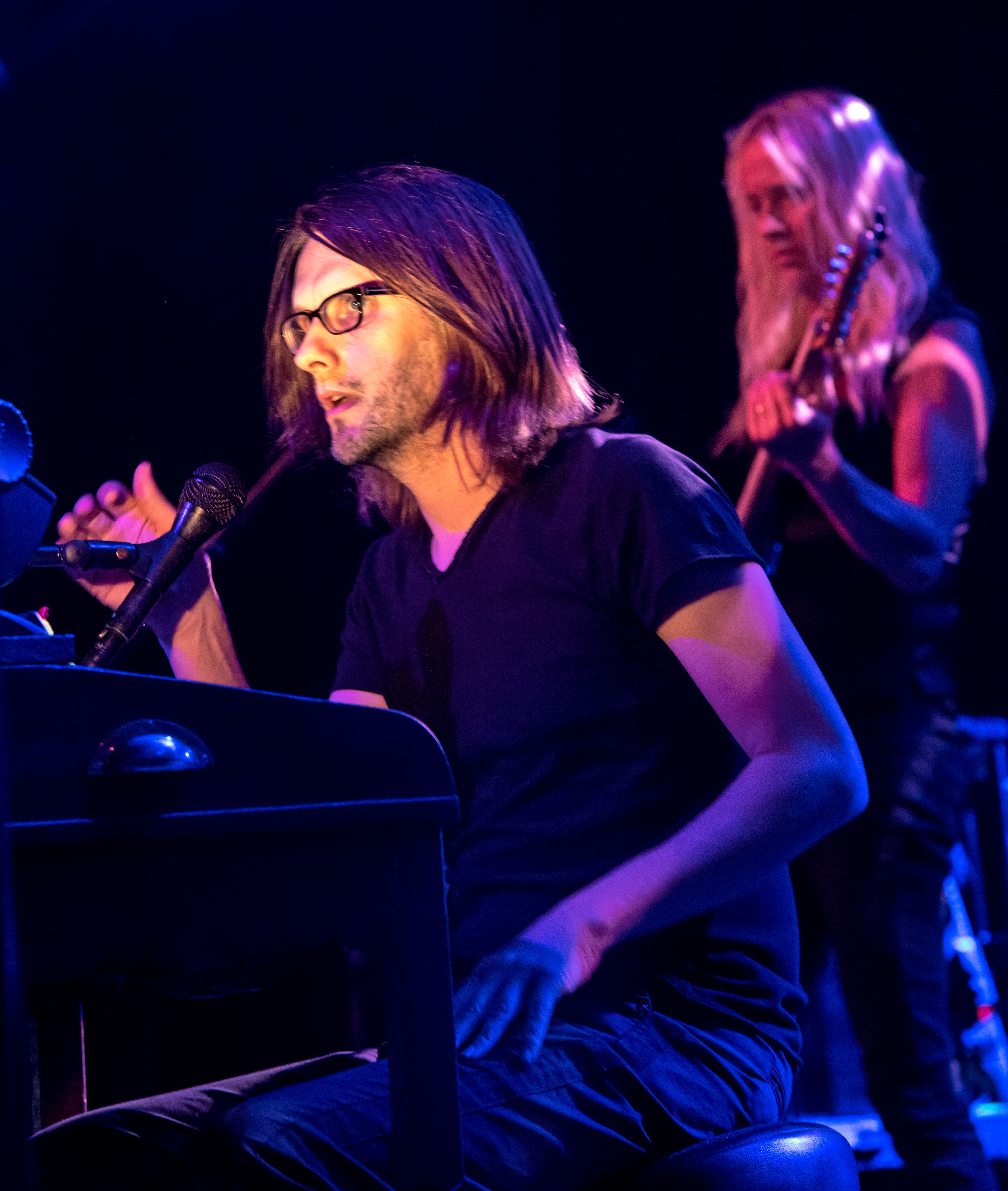
2016年的史蒂文·威尔逊